# Svenska Spetsbergenexpeditionen 1858
Svenska Spetsbergenexpeditionen 1858
Otto Torell ledde 1858 en polarexpedition med fyra personer i den vetenskapliga gruppen. Deltagare var, förutom Torell, zoologen och tecknaren August Quennerstedt, geologen Adolf Erik Nordenskiöld och draggmästaren Anders Jacobson.
Expeditionen färdades längs hela Spetsbergens västkust med kortare eller längre strandhugg under två och en halv månad. Den samlade in havs- och landlevande växter och djur, fossil och mineral. 
Otto Torell ledde senare också Svenska Spetsbergenexpeditionen 1861. 